# Gérulf II
Gérulf II de Kennemerland (en néerlandais : Gerulf II van Kennemerland), également connu sous le nom de Gérulf le Jeune (en néerlandais : Gerulf de Jonge), né vers 850 et mort en 895 ou 896, est un comte du Kennemerland.
Il est probablement le père de Thierry Ier, comte en Frise. Il est peut-être le fils ou le petit-fils d'un autre Gérulf, lui aussi comte en Kennemerland à l'époque du règne de Louis le Pieux, vers 833.
Il est traditionnellement considéré comme le fondateur du comté de Hollande (bien que le terme Hollande apparaîtra bien plus tard).

## Biographie
Fils de Gérulf Ier dit Gérulf l'Ancien et d'une des filles de Waldegar de Corbie, il possède les terres du Kennemerland et de la Frise occidentale, auparavant le fief du chef viking Rorik puis données au chef viking Godfrith récemment baptisé. Néanmoins Godfrith, associé à Hugues d'Alsace, entame une campagne de pillage dans les environs vers 884. 
Gérulf II fit alors partie des comtes (avec le futur margrave Eberhard de Hamaland entre autres) qui tuèrent Godfrith à Herespich (actuellement Spijk) en 885, après une embuscade tendue sous prétexte de négociation.
Gérulf est également durant sa dirigeance un fidèle partisan du roi Arnulf de Carinthie, qui lui concède un certain nombre de terres et propriétés en pleine propriété le 4 août 889 (dans les zones actuelles de Teisterbant, Tiel, Aalburg et Asch).

## Famille

### Mariage et enfants
Avec une femme inconnue, il eut au moins deux fils :
- Thierry Ier de Frise occidentale, comte de Frise occidentale (comes Fresonum) ;
- Waldger de Teisterbant (nl), comte de Lek et d'Yssel.